# Glacis United Football Club
Maillots
Actualités
Le Glacis United Football Club est un club de football basé à Gibraltar. Fondé en 1965, il évolue en première division gibraltarienne.

## Bilan sportif

### Palmarès
- Championnat de Gibraltar (17)
  - Champion : 1966, 1967, 1968, 1969, 1970, 1971, 1972, 1973, 1974, 1976, 1981, 1982, 1983, 1985, 1989, 1997 et 2000

- Coupe de Gibraltar (5)
  - Vainqueur : 1975, 1981, 1982, 1997 et 1998

- Coupe de la Ligue de Gibraltar (13)
  - Vainqueur : 1966, 1969, 1970, 1974, 1975, 1978, 1979, 1980, 1996, 1997, 2000 et 2002

- Supercoupe de Gibraltar (2)
  - Vainqueur : 2000 et 2005

### Bilan par saison
| Saison    | Championnat | Championnat | Championnat | Championnat | Championnat | Championnat | Championnat | Championnat | Championnat | Championnat | Coupe de Gibraltar | Coupe de la Ligue |
| Saison    | Division    | Pos         | Pts         | J           | V           | N           | D           | BP          | BC          | Diff        | Coupe de Gibraltar | Coupe de la Ligue |
| --------- | ----------- | ----------- | ----------- | ----------- | ----------- | ----------- | ----------- | ----------- | ----------- | ----------- | ------------------ | ----------------- |
| 2007-2008 | 1re         | 3e          | 18          | 16          | 4           | 6           | 6           | 20          | 29          | -9          | Quarts de finale   | —                 |
| 2008-2009 | 1re         | 3e          | 19          | 12          | 6           | 1           | 5           | 27          | 22          | +5          | Quarts de finale   | —                 |
| 2009-2010 | 1re         | 4e          | 21          | 17          | 5           | 6           | 6           | 30          | 30          | 0           | Quarts de finale   | —                 |
| 2010-2011 | 1re         | 2e          | 36          | 20          | 10          | 6           | 4           | 36          | 32          | +4          | Finaliste          | —                 |
| 2011-2012 | 1re         | 4e          | 25          | 20          | 7           | 4           | 9           | 43          | 43          | 0           | Quarts de finale   | —                 |
| 2012-2013 | 1re         | 6e          | 11          | 15          | 3           | 2           | 10          | 20          | 47          | -27         | Demi-finales       | —                 |
| 2013-2014 | 1re         | 5e          | 19          | 14          | 6           | 1           | 7           | 18          | 32          | -14         | Quarts de finale   | Phase de groupes  |
| 2014-2015 | 1re         | 6e          | 15          | 21          | 4           | 3           | 14          | 14          | 50          | -36         | Deuxième tour      | Phase de groupes  |
| 2015-2016 | 1re         | 7e          | 32          | 27          | 10          | 2           | 15          | 40          | 37          | +3          | Quarts de finale   | —                 |
| 2016-2017 | 1re         | 4e          | 44          | 27          | 12          | 8           | 7           | 42          | 34          | +8          | Deuxième tour      | —                 |
| 2017-2018 | 1re         | 7e          | 26          | 27          | 7           | 5           | 15          | 34          | 44          | -10         | Deuxième tour      | —                 |
| 2018-2019 | 1re         | 8e          | 24          | 27          | 7           | 3           | 17          | 28          | 58          | -30         | Deuxième tour      | —                 |
| 2019-2020 | 1re         | 11e         | 10          | 17          | 3           | 1           | 13          | 21          | 56          | -35         | Premier tour       | —                 |
| 2020-2021 | 1re         | 8e          | 30          | 18          | 10          | 0           | 8           | 35          | 27          | +8          | Finale             | —                 |

Légende
- Vainqueur de la compétition
- Vice-champion ou finaliste de la compétition
- Troisième de la compétition

## Logo

Ancien logo
Logo actuel